# ケヴィン・マニング
ケヴィン・マニング（Kevin Manning、1967年3月7日 - ）は、アイルランドを拠点とするフリーの元騎手である。主戦厩舎はジム・ボルジャー。エプソムダービーとアイリッシュダービーの両方を勝利している。

## 略歴
見習騎手時代には、2度アイルランドの首位見習騎手の座に就き、1993年にはジム・ボルジャー厩舎の主戦騎手に起用された。
1994年のフェニックスステークスで、Eva Lunaに騎乗しG1初勝利、2002年のアイリッシュオークスではMargarulaに騎乗しクラシックG1初勝利を挙げる。
アイルランド、イギリス、フランス、香港の主要なレースを勝利し、特に牝馬のAlexander GoldrunではG1レースを5勝した。
彼が最も注目を集めたのは、2008年のエプソムダービーでNew Approachに騎乗し、Tartan Bearerを半馬身差抑え優勝したときである。その後、同馬でアイリッシュチャンピオンステークスとチャンピオンステークスを制した。また、G1デューハーストステークスを5勝している。
2013年、New Approachの息子であるDawn Approachで2000ギニーステークスとセントジェームズパレスステークスを優勝した。
2022年10月に引退を発表した。
ジム・ボルジャーの娘、Únaと結婚していて、2人の子供がいる。

## 主な勝鞍

### アイルランド
- アイリッシュチャンピオンステークス - New Approach（2008年）
- アイリッシュ1000ギニー - Finsceal Beo（2007年）、Pleascach（2015年）
- アイリッシュダービー - Trading Leather（2013年）
- アイリッシュオークス - Margarula（2002年）
- メイトロンステークス - Dazzling Park（1999年）、Lush Lashes（2008年）
- モイグレアスタッドステークス - Saoirse Abu（2007年）
- フェニックスステークス - Eva Luna（1994年）、Saoirse Abu（2007年）
- プリティーポリーステークス - Alexander Goldrun（2005年・2006年）
- タタソールズゴールドカップ - Perfect Imposter（1994年）
- ヴィンセントオブライエンステークス - Teofilo（2006年）、New Approach（2007年）、Dawn Approach（2012年）、Verbal Dexterity（2017年）

### フランス
- クリテリウム・アンテルナシオナル - Loch Garman（2012年）
- マルセルブサック賞 - Finsceal Beo（2006年）
- オペラ賞 - Alexander Goldrun（2004年）

### イギリス
- 1000ギニーステークス - Finsceal Beo（2007年）
- 2000ギニーステークス - Dawn Approach（2013年）、Poetic Flare（2021年）
- チャンピオンステークス - New Approach（2008年）
- コロネーションステークス - Lush Lashes（2008年）
- デューハーストステークス - Teofilo（2006年）、New Approach（2007年）、Intense Focus（2008年）、Parish Hall（2011年）、Dawn Approach（2012年）
- エプソムダービー - New Approach（2008年）
- ナッソーステークス - Alexander Goldrun（2005年）
- セントジェームズパレスステークス - Dawn Approach（2013年）、Poetic Flare（2021年）
- フューチュリティトロフィー - Mac Swiney（2020年）
- ヨークシャーオークス - Lush Lashes（2008年）、Pleascach（2015年）

### 香港
- 香港カップ - Alexander Goldrun（2004年）